# Полет 887 на „Сабена“
Полет 887 на „Сабена“ е редовен международен пътнически полет от летище „Брюксел“, Брюксел, Белгия, до международното летище „Джомо Кениата“, Найроби, Кения, с междинно кацане в Бужумбура, Бурунди, управляван от „Сабена“. На 4 декември 2000 г. бунтовници хуту стрелят с картечници по самолета „Еърбъс A330-223“, който изпълнява полета, докато каца в Бужумбура, което поврежда машината и ранява двама от 170-те души на борда. В инцидента няма загинали пътници или членове на екипажа на борда.
Машината е временно ремонтирана и откарана до Найроби, Кения, а оттам за Брюксел и през януари 2001 г. възобновява търговските си полети с маршрут до Бостън, Съединените американски щати. На 21 декември 2000 г., в съответствие с въздухоплавателното законодателство, белгийската съдебна полиция пътува до Бордо (където самолетът е на ремонт), за да оцени щетите. След като авиокомпанията прекратява дейността си в края на 2001 г., самолетът няколко пъти е препродаден на различни превозвачи.